# Paludárium

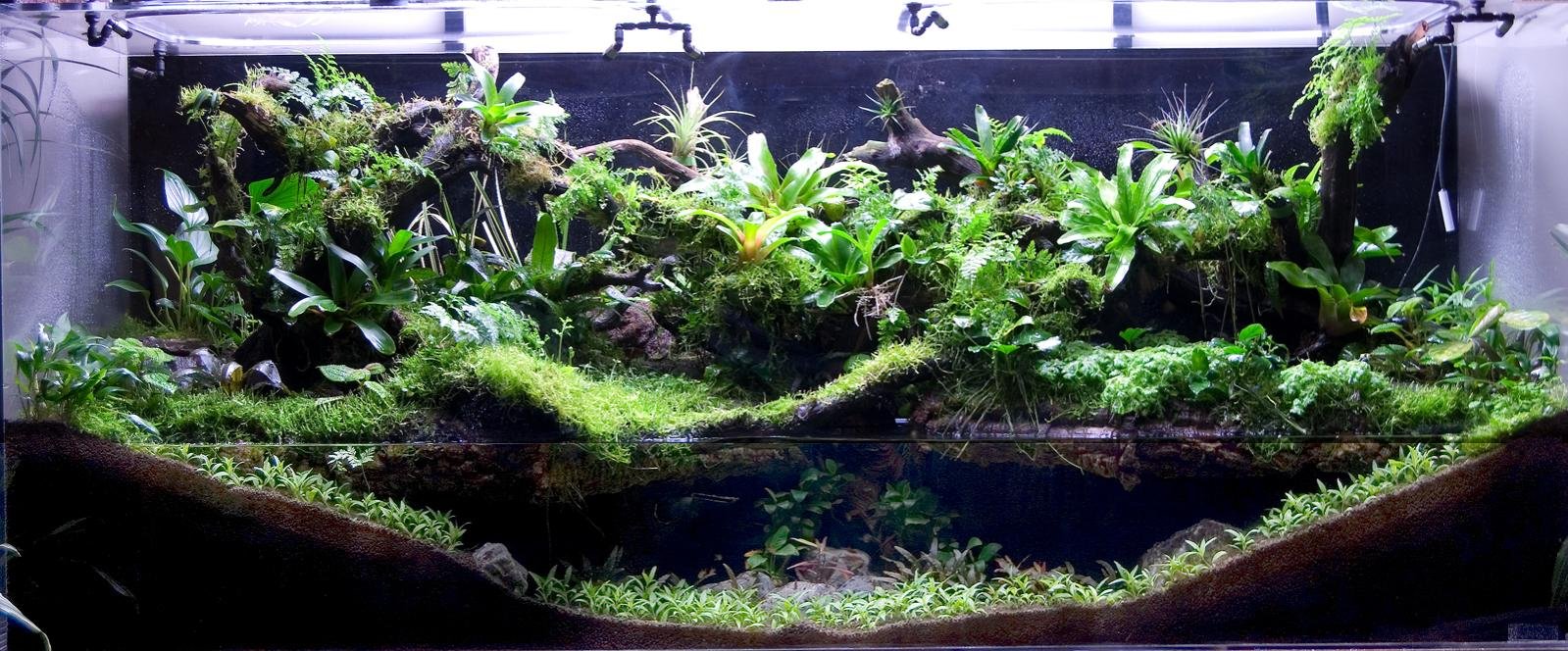
Paludárium ve tvaru U.

Paludárium je kombinace terária a akvária. Zatímco ve vodě mohou žít ryby a jiní živočichové, nadzemní část vyhovuje například žábám, želvám či mlokům.

## Původ slova
Slovo paludárium pochází z latinského paludal (mokřiny nebo bažiny) a z koncovky arium (uzavřený v nádobě).

## Historie slova v češtině
Český tisk zaznamenal výraz paludarium již na přelomu 19. a 20. století ve významu nádrž s rostlinstvem bahenním.